# Tournoi de tennis de Rome (Challenger)
Ne doit pas être confondu avec le tournoi de tennis de Rome, le BFD Challenger ou le Rai Open, autres tournois se déroulant à Rome.
Le Roma Garden Open est un tournoi international de tennis masculin du circuit professionnel Challenger. Il a lieu tous les ans au mois de mai à Rome, en Italie. Il a été créé en 2002 et se joue sur terre battue en extérieur.

## Palmarès messieurs

### Simple
| Année  | Vainqueur                | Finaliste              | Score           |
| ------ | ------------------------ | ---------------------- | --------------- |
| 2002   | Martín Vassallo Argüello | Filippo Volandri       | 6-4, 6-0        |
| 2003   | Giorgio Galimberti       | Victor Hănescu         | 6-2, 6-4        |
| 2004   | Nicolas Coutelot         | Guillermo García-López | 5-7, 7-5, 6-2   |
| 2005   | Olivier Patience         | Florent Serra          | 7-64, 7-5       |
| 2006   | Oliver Marach            | Adrian Ungur           | 4-6, 6-4, 7-5   |
| 2007   | Thierry Ascione          | Victor Crivoi          | 6-3, 6-3        |
| 2008   | Eduardo Schwank          | Éric Prodon            | 6-3, 62-7, 7-63 |
| 2009   | Daniel Köllerer          | Andreas Vinciguerra    | 6-3, 6-3        |
| 2010   | Federico Delbonis        | Florian Mayer          | 6-4, 6-3        |
| 2011   | Simone Bolelli           | Eduardo Schwank        | 2-6, 6-1, 6-3   |
| 2012   | Jerzy Janowicz           | Gilles Müller          | 7-63, 6-3       |
| 2013   | Aljaž Bedene             | Filippo Volandri       | 6-4, 6-2        |
| 2014   | Julian Reister           | Pablo Cuevas           | 6-3, 6-2        |
| 2015   | Aljaž Bedene             | Adam Pavlásek          | 7-5, 6-2        |
| 2016   | Kyle Edmund              | Filip Krajinović       | 7-62, 6-0       |
| 2017   | Marco Cecchinato         | Jozef Kovalík          | 6-4, 6-4        |
| 2018   | Adam Pavlásek            | Laslo Djere            | 7-61, 69-7, 6-4 |
| 2019   | Henri Laaksonen          | Gian Marco Moroni      | 62-7, 7-62, 6-2 |
| 2020   | Édition annulée          | Édition annulée        | Édition annulée |
| 2021_1 | Andrea Pellegrino        | Hugo Gaston            | 3-6, 6-2, 6-1   |
| 2021_2 | Juan Manuel Cerúndolo    | Flavio Cobolli         | 6-2, 3-6, 6-3   |

### Double
| Année  | Vainqueurs                          | Finalistes                                 | Score              |
| ------ | ----------------------------------- | ------------------------------------------ | ------------------ |
| 2002   | Gabriel Trifu Vladimir Voltchkov    | Sergio Roitman Andrés Schneiter            | 6-1, 6-2           |
| 2003   | Amir Hadad Martín Vassallo Argüello | Manuel Jorquera Diego Moyano               | 6-4, 3-6, 6-3      |
| 2004   | Kornél Bardóczky Gergely Kisgyörgy  | Daniele Giorgini Manuel Jorquera           | 7-64, 4-6, 6-4     |
| 2005   | Manuel Jorquera Dmitri Toursounov   | Victor Ioniţă Răzvan Sabău                 | 1-6, 7-64, 6-4     |
| 2006   | Konstantinos Economidis Amir Hadad  | Manuel Jorquera Giancarlo Petrazzuolo      | 6-4, 4-6, [10-5]   |
| 2007   | Flavio Cipolla Marcel Granollers    | Stefano Galvani Manuel Jorquera            | 3-6, 6-1, [11-9]   |
| 2008   | Flavio Cipolla Simone Vagnozzi      | Paolo Lorenzi Giancarlo Petrazzuolo        | 6-3, 6-3           |
| 2009   | Simon Greul Christopher Kas         | Johan Brunström Jean-Julien Rojer          | 4-6, 7-62, [10-2]  |
| 2010   | Mario Ančić Ivan Dodig              | Juan Pablo Brzezicki Rubén Ramírez Hidalgo | 4-6, 7-68, [10-4]  |
| 2011   | Juan Sebastián Cabal Robert Farah   | Santiago González Travis Rettenmaier       | 2-6, 6-3, [11-9]   |
| 2012   | Jamie Delgado Ken Skupski           | Adrián Menéndez Maceiras Walter Trusendi   | 6-1, 6-4           |
| 2013   | Andre Begemann Martin Emmrich       | Philipp Marx Florin Mergea                 | 7-64, 6-3          |
| 2014   | Radu Albot Artem Sitak              | Andrea Arnaboldi Flavio Cipolla            | 4-6, 6-2, [11-9]   |
| 2015   | Dustin Brown František Čermák       | Andrés Molteni Marco Trungelliti           | 6-1, 6-2           |
| 2016   | Bai Yan Li Zhe                      | Sander Arends Tristan-Samuel Weissborn     | 6-3, 3-6, [11-9]   |
| 2017   | Andreas Mies Oscar Otte             | Kimmer Coppejans Márton Fucsovics          | 4-6, 7-612, [10-8] |
| 2018   | Kevin Krawietz Andreas Mies         | Sander Gillé Joran Vliegen                 | 6-3, 2-6, [10-4]   |
| 2019   | Philipp Oswald Filip Polášek        | Nikola Čačić Adam Pavlásek                 | Forfait            |
| 2020   | Édition annulée                     | Édition annulée                            | Édition annulée    |
| 2021_1 | Sadio Doumbia Fabien Reboul         | Paolo Lorenzi Juan Pablo Varillas          | 7-65, 7-5          |
| 2021_2 | Sadio Doumbia Fabien Reboul         | Guido Andreozzi Guillermo Durán            | 7-5, 6-3           |